# 한국철도공사 8000호대 전기 기관차
8000호대 전기기관차는 한국철도공사에서 운용 하고있는 전기 기관차이다. 대한민국 최초의 교류 전기 기관차로, 1971년 산업선 전철화에 맞추어 도입되었다. 운용 초기에는 객화겸용으로 두루 쓰이다가 8200호대 전기 기관차가 도입된 후에는 화물용으로 주로 쓰이고 있다가 현재 모두 퇴역하였다.

## 역사
알스톰을 주체로 하여 ACEC, MTE, AEG, 지멘스, 브라운-보베리 등의 6개 사가 참여한 50C/S 컨소시엄에서 개발하였다.
1970년 대한민국 정부와 프랑스 정부간의 차관에 따라 SNCF의 BB15000형 전기기관차를 변형한 형태로 당시 대한민국 철도청에서 도입하였다.
1972년부터 1975년까지 유럽으로부터 차관으로 66기를 도입하였는데 이를 초기형이라고 한다. 이후 1976년부터 1977년까지 24기를 추가로 도입한 차량은 중기형이라고 부르는데, 이를 넓은 구분으로는 전기형의 범주로 보며, 협의의 전기형과는 약간의 차이만 존재한다. 후기형으로 구분되는 8091호부터 8094호까지의 기관차는 각각 1986년, 1988년, 1989년, 1990년에 대한민국 대우중공업에서 제작되었으며, 송풍구를 전기형과 중기형보다 높게 설치하였고 방열판의 위치에서 차이가 있다.
2011년부터 2025년까지 94량은 모두 퇴역되어, 8500호대 전기 기관차로 대체되었다. 2016년 이전에 퇴역된 50량의 고철 매각 공고가 발의되었다.

## 기술적 사양
사이리스터 위상제어를 기반으로 한 650kW급 직류전동기 6개를 배열하여 전체출력 3,900kW의 출력을 가지고 있으며 기어비를 6.4(15:96)로 올려 최고속도는 85km/h로 낮으나 견인력이 높다. 대차배열은 산악지형에 최적화 하기 위하여 Bo-Bo-Bo 배열을 채택하고 있다. 도입 구분에 따라 전기형, 중기형, 후기형으로 구분한다. 8000호대 전기 기관차는 주행 시에 송풍기가 작동하면서 들리는 소음이 있으며, 이는 1999년 이후에 도입된 8100호대, 8200호대, 8500호대 전기 기관차에서는 전반적으로 들리지 않는다.

## 현황
1972년부터 1977년, 1986년부터 1990년까지 94기가 도입되었고, 총 2량이 보존 중이다.
| 차호   | 도입 시기 | 운행 중단 시기  | 비고 |
| ------ | --------- | --------------- | --- |
| 8001호 | 1972년    | 2012년          | 한국철도공사 선정 철도기념물로 보존되며, 현재 대전철도차량정비단 유치선에 유치 중이다. 하지만 7001호 초기애처럼 상태가 좋지 않다. 7001호는 현재 재도색.                                                                           |
| 8002호 | 1972년    | 2012년          | 풍기역에서 유치되어 있다가 회송 되었으나 2016년 고철 매각되었다. |
| 8003호 | 1972년    | 2012년          | 2016년 고철 매각되었다. |
| 8004호 | 1972년    | 2012년          | 1998년 7월 13일 영동선 상정~신기구간 사이의 오십천 8교 교량서 탈선하였으나 복구하였다. 2016년 고철 매각되었다. |
| 8005호 | 1972년    | 2011년 11월     | 심한 노후화로 8007호와 함께 조기 폐차되었다. 대전철도차량정비단에서 유치중이었다가 2012년 고철 매각되었다. |
| 8006호 | 1972년    | 2012년          | 2016년 고철 매각되었다. |
| 8007호 | 1972년    | 2011년 11월     | 심한 노후화로 8005호와 함께 조기 폐차되었다. 대전철도차량정비단에서 유치중이었다가 2012년 고철 매각되었다. |
| 8008호 | 1972년    | 2012년          | 2016년 고철 매각되었다. |
| 8009호 | 1972년    | 2012년          | 2016년 고철 매각되었다. |
| 8010호 | 1972년    | 2012년          | 2016년 고철 매각되었다. |
| 8011호 | 1972년    | 2012년          | 풍기역에서 유치되어 있다가 회송 되었으나 2016년 고철 매각되었다. |
| 8012호 | 1972년    | 2012년          | 풍기역에서 유치되어 있다가 회송 되었으나 2016년 고철 매각되었다. |
| 8013호 | 1972년    | 2012년          | 풍기역에서 유치되어 있다가 회송 되었으나 2016년 고철 매각되었다. |
| 8014호 | 1972년    | 2012년          | 풍기역에서 유치되어 있다가 회송 되었으나 2016년 고철 매각되었다. |
| 8015호 | 1972년    | 2012년          | 2016년 고철 매각되었다. |
| 8016호 | 1972년    | 2012년          | 2016년 고철 매각되었다. |
| 8017호 | 1972년    | 2012년          | 정선역에서 유개화차를 개조한 게스트 하우스에 견인기로 쓰이고 있다. 이 기관차는 특별하게도 출입문이 개방되어 있어 기관사실에 들어갈 수 있다. 2025년 고철 매각되었다.                                                               |
| 8018호 | 1972년    | 2012년          | 1998년 7월 13일 영동선 상정역~신기역 구간 오십천 8교 교량서 8004호와 중련 열차로 탈선하였으나 복구하였다. 2016년 고철 매각되었다.                                                                                                 |
| 8019호 | 1972년    | 2012년          | 2016년 고철 매각되었다. |
| 8020호 | 1972년    | 2012년          | 2016년 고철 매각되었다. |
| 8021호 | 1973년    | 2012년          | 2016년 고철 매각되었다. |
| 8022호 | 1973년    | 2012년          | 2016년 고철 매각되었다. |
| 8023호 | 1973년    | 2012년          | 2016년 고철 매각되었다. |
| 8024호 | 1973년    | 2012년          | 2016년 고철 매각되었다. |
| 8025호 | 1973년    | 2012년          | 2016년 고철 매각되었다. |
| 8026호 | 1973년    | 2012년          | 2016년 고철 매각되었다. |
| 8027호 | 1973년    | 2012년          | 2016년 고철 매각되었다. |
| 8028호 | 1973년    | 2013년          | 2016년 고철 매각되었다. |
| 8029호 | 1973년    | 2013년          | 대전철도차량정비단에서 유치중이었다가 2016년 고철 매각되었다. |
| 8030호 | 1973년    | 2013년          | 2016년 고철 매각되었다. |
| 8031호 | 1973년    | 2013년          | 2016년 고철 매각되었다. |
| 8032호 | 1973년    | 2013년          | 2016년 고철 매각되었다. |
| 8033호 | 1973년    | 2013년          | 2016년 고철 매각되었다. |
| 8034호 | 1973년    | 2013년          | 2016년 고철 매각되었다. |
| 8035호 | 1973년    | 2013년          | 2016년 고철 매각되었다. |
| 8036호 | 1973년    | 2013년          | 2016년 고철 매각되었다. |
| 8037호 | 1973년    | 2013년          | 2016년 고철 매각되었다. |
| 8038호 | 1973년    | 2013년          | 2016년 고철 매각되었다. |
| 8039호 | 1973년    | 2013년          | 2016년 고철 매각되었다. |
| 8040호 | 1973년    | 2013년          | 2016년 고철 매각되었다. |
| 8041호 | 1974년    | 2013년          | 2016년 고철 매각되었다. |
| 8042호 | 1974년    | 2013년          | 2016년 고철 매각되었다. |
| 8043호 | 1974년    | 2013년          | 2016년 고철 매각되었다. |
| 8044호 | 1974년    | 2013년          | 2016년 고철 매각되었다. |
| 8045호 | 1974년    | 2013년          | 2016년 고철 매각되었다. |
| 8046호 | 1974년    | 2013년          | 2016년 고철 매각되었다. |
| 8047호 | 1974년    | 2013년          | 2016년 고철 매각되었다. |
| 8048호 | 1974년    | 2013년          | 2016년 고철 매각되었다. |
| 8049호 | 1974년    | 2013년          | 2016년 고철 매각되었다. |
| 8050호 | 1974년    | 2013년          | 2016년 고철 매각되었다. |
| 8051호 | 1974년    | 2013년          | 2016년 고철 매각되었다. |
| 8052호 | 1974년    | 2013년          | 2016년 고철 매각되었다. |
| 8053호 | 1974년    | 2013년          | 2016년 고철 매각되었다. |
| 8054호 | 1974년    | 2013년          | 2016년 고철 매각되었다. |
| 8055호 | 1974년    | 2013년          | 2016년 고철 매각되었다. |
| 8056호 | 1974년    | 2013년          | 1975년 11월 3일 소산천 철교 화물열차 추락 사고로 경미하게 파손되어, 1977년 1월에 서울공작창에서 수선하였다. 2016년 고철 매각되었다.                                                                                               |
| 8057호 | 1975년    | 2013년          | 2016년 고철 매각되었다. |
| 8058호 | 1975년    | 2014년          | 1975년 11월 3일 소산천 철교 화물열차 추락 사고로 대파되어, 폐차 예정이었으나 1979년 1월에 서울공작창에서 재생하였다. 최초의 정비단 재생 전기 기관차다. 내구연한을 연장했다. 2014년 노후화로 폐차 발령 남. 2017년 고철 매각되었다. |
| 8059호 | 1975년    | 2013년          | 2016년 고철 매각되었다. |
| 8060호 | 1975년    | 2014년          | 2016년 고철 매각되었다. |
| 8061호 | 1975년    | 2014년          | 2016년 고철 매각되었다. |
| 8062호 | 1975년    | 2014년          | 2017년 고철 매각되었다. |
| 8063호 | 1975년    | 2014년          | 2016년 고철 매각되었다. |
| 8064호 | 1975년    | 2014년          | 2016년 고철 매각되었다. |
| 8065호 | 1975년    | 2014년          | 2016년 고철 매각되었다. |
| 8066호 | 1975년    | 2014년          | 초기형 마지막 도입분이다. 2016년 고철 매각되었다. |
| 8067호 | 1976년    | 2016년 12월 6일 | 최초로 도입된 중기형 차량이나, 2017년 고철 매각되었다. |
| 8068호 | 1976년    | 2016년 12월 6일 | 2017년 고철 매각되었다. |
| 8069호 | 1976년    | 2016년 12월 6일 | 2017년 고철 매각되었다. |
| 8070호 | 1976년    | 2016년 12월 6일 | 제천조차장역에 보존 중이였으나 계획이 백지화되어 2019년 고철 매각되었다. |
| 8071호 | 1976년    | 2016년 12월 6일 | 2017년 고철 매각되었다. |
| 8072호 | 1977년    | 2017년 2월 16일 | 2017년 고철 매각되었다. |
| 8073호 | 1977년    | 2017년 2월 16일 | 제천조차장역에 보존 중이였으나 계획이 백지화되어 2019년 고철 매각되었다. |
| 8074호 | 1977년    | 2017년 2월 16일 | 제천조차장역에 보존 중이였으나 계획이 백지화되어 2019년 고철 매각되었다. |
| 8075호 | 1977년    | 2017년 3월 17일 | 2017년 고철 매각되었다. |
| 8076호 | 1977년    | 2017년 3월 17일 | 2017년 고철 매각되었다. |
| 8077호 | 1977년    | 2017년 3월 17일 | 2017년 고철 매각되었다. |
| 8078호 | 1977년    | 2017년 3월 17일 | 2017년 고철 매각되었다. |
| 8079호 | 1977년    | 2017년 3월 17일 | 1989년 10월 21일 동해역 인상선에서 입환용 기관차와 충돌하였으나 복구하였다. 2017년 고철 매각되었다. |
| 8080호 | 1977년    | 2017년 3월 17일 | 2017년 고철 매각되었다. |
| 8081호 | 1977년    | 2017년 4월 28일 | 2017년 고철 매각되었다. |
| 8082호 | 1977년    | 2017년 4월 28일 | 2017년 고철 매각되었다. |
| 8083호 | 1977년    | 2017년 4월 28일 | 2017년 고철 매각되었다. |
| 8084호 | 1977년    | 2017년 4월 28일 | 영주기관차사업소 구내 유치 중이다. 8086호와 함께 현재까지도 고철 매각이 연기 중이다. |
| 8085호 | 1977년    | 2017년 5월 20일 | 제천차량사업소 구내 유치 중이였으나 2020년 고철 매각되었다. |
| 8086호 | 1977년    | 2017년 5월 20일 | 8102호와 함께 제천차량사업소 구내 유치 중이다. 8084호와 함께 현재까지도 고철 매각이 연기 중이다. |
| 8087호 | 1977년    | 2017년 5월 20일 | 영주기관차사업소 구내 유치 중이였으나 2020년 고철 매각되었다. |
| 8088호 | 1977년    | 2017년 7월 31일 | 제천차량사업소 구내 유치 중이였으나 2020년 고철 매각되었다. |
| 8089호 | 1977년    | 2017년 7월 31일 | 제천차량사업소 구내 유치 중이였으나 2020년 고철 매각되었다. |
| 8090호 | 1977년    | 2017년 7월 31일 | 중기형 마지막 도입분이다. 중기형은 마지막으로 퇴역하였다. 제천차량사업소 구내 유치 중이였으나 2020년 고철 매각되었다. |
| 8091호 | 1986년    | 2025년 3월 31일 | 최초의 대한민국 제작 차량이다. 한국철도공사 선정 철도기념물로 지정되었으며, 내구연한 만료가 되면 바로 보존될 예정이다. |
| 8092호 | 1988년    | 2025년 3월 31일 | |
| 8093호 | 1989년    | 2025년 3월 31일 | 철도청 터널마크가 있는 기관차였으나 중검수후 없어졌다. |
| 8094호 | 1990년    | 2025년 3월 31일 | 후기형 마지막 도입분이다. 보존 차량을 제외하면 최후까지 남게 될 8000호대 전기기관차다. |

## 사진

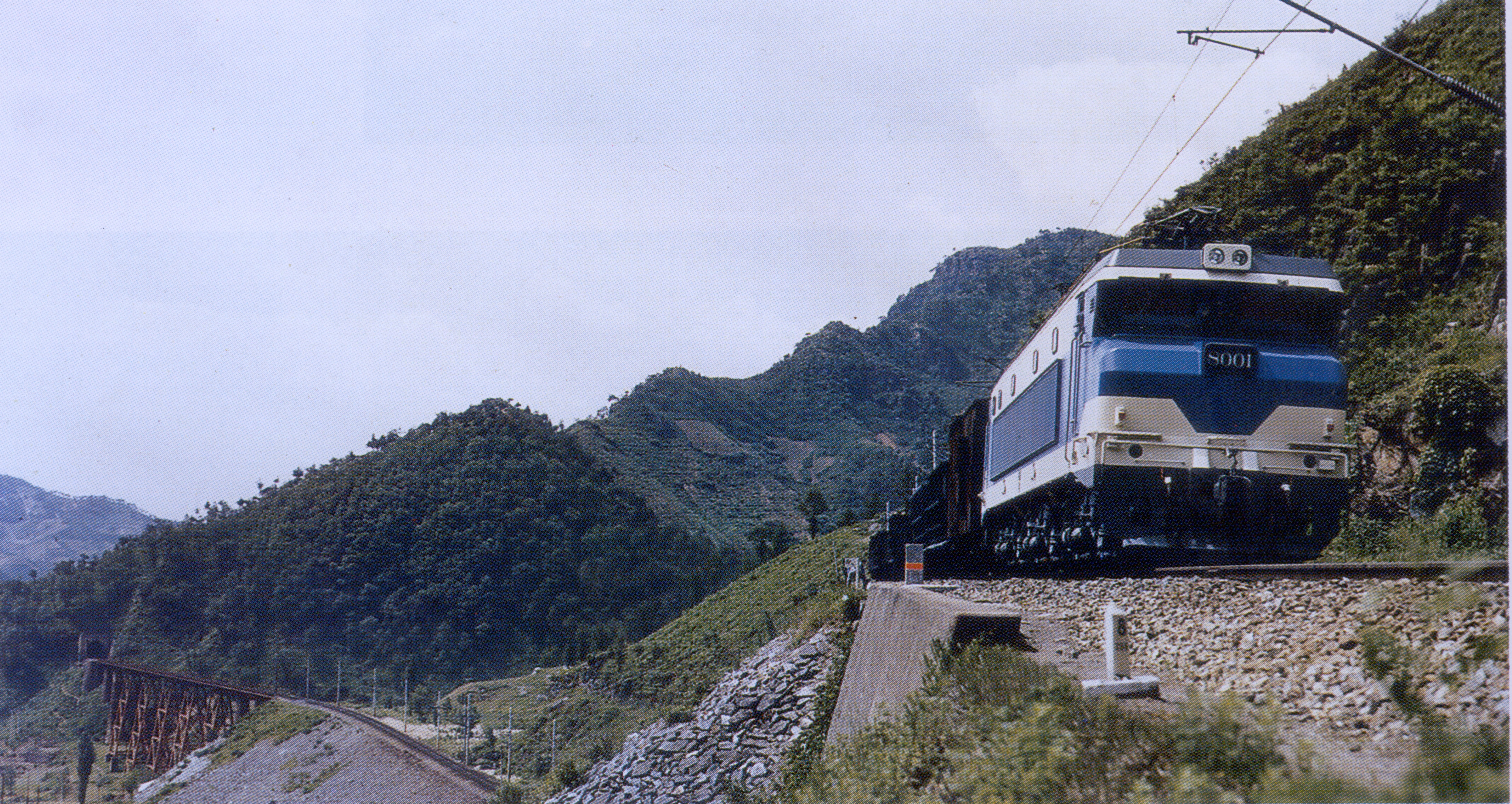
8001호 (폐차)
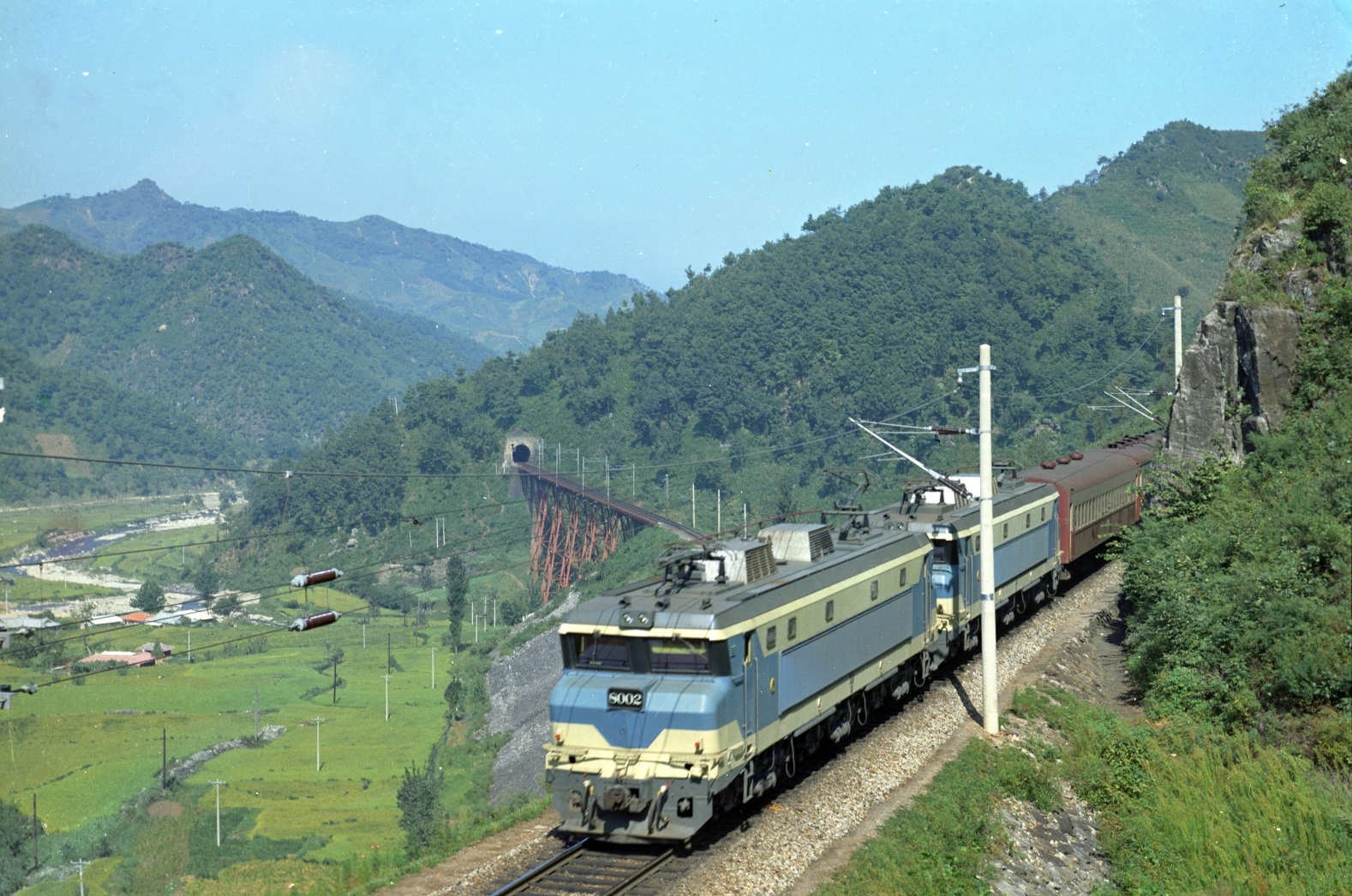
8002호 (폐차)
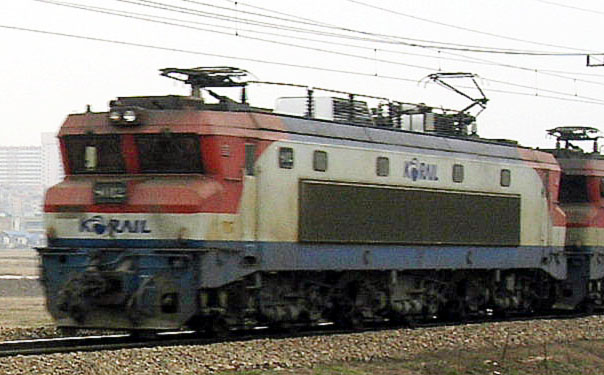
8012호 (폐차)
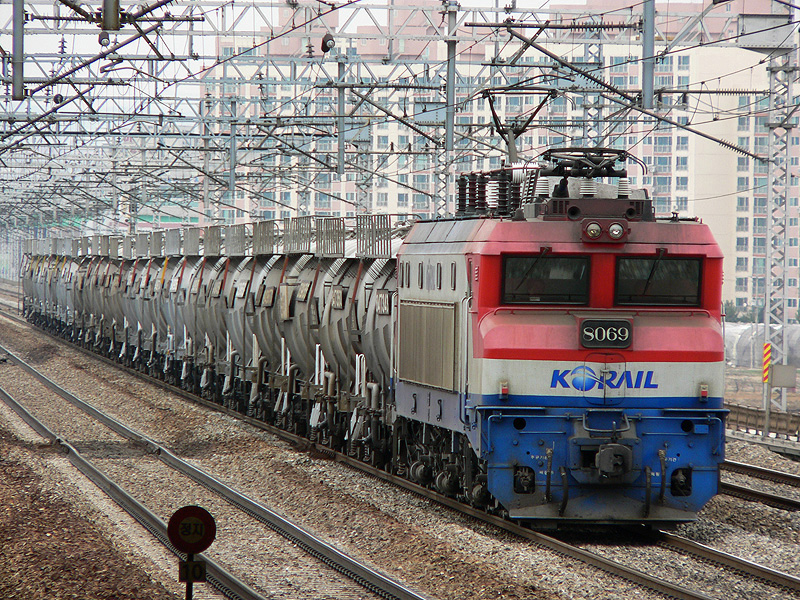
8069호 (폐차)
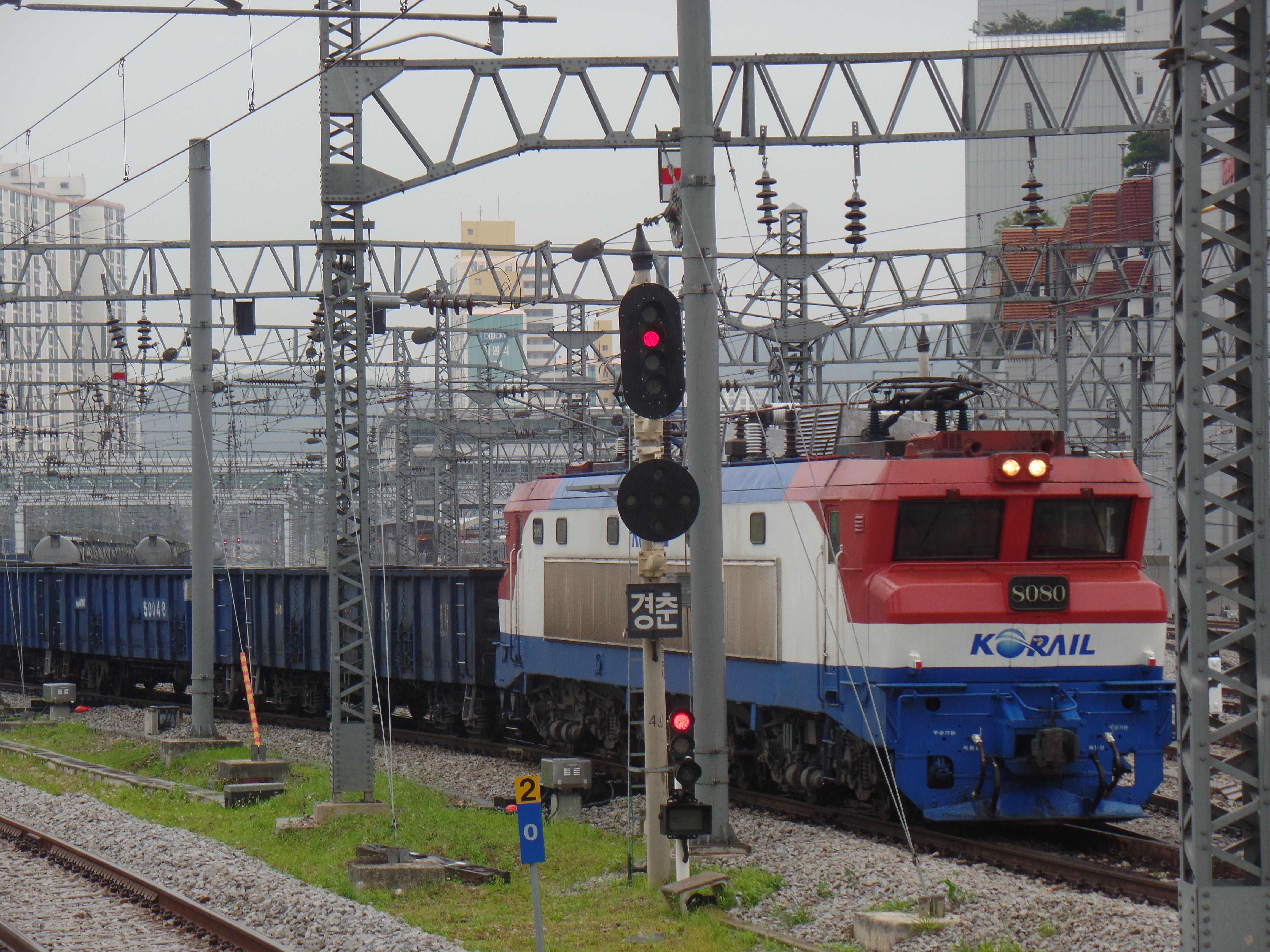
8080호 (폐차)
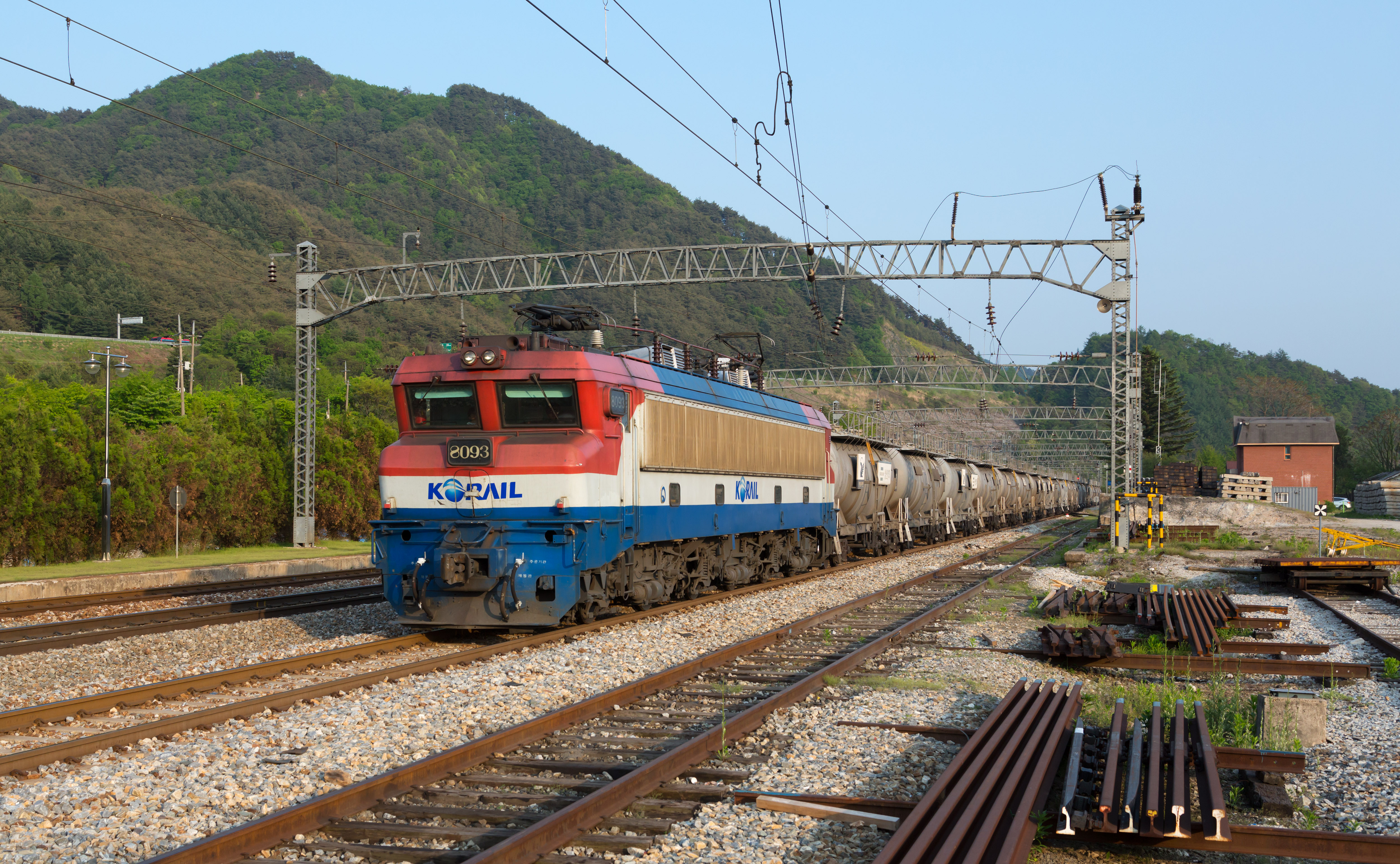
8093호 (퇴역)
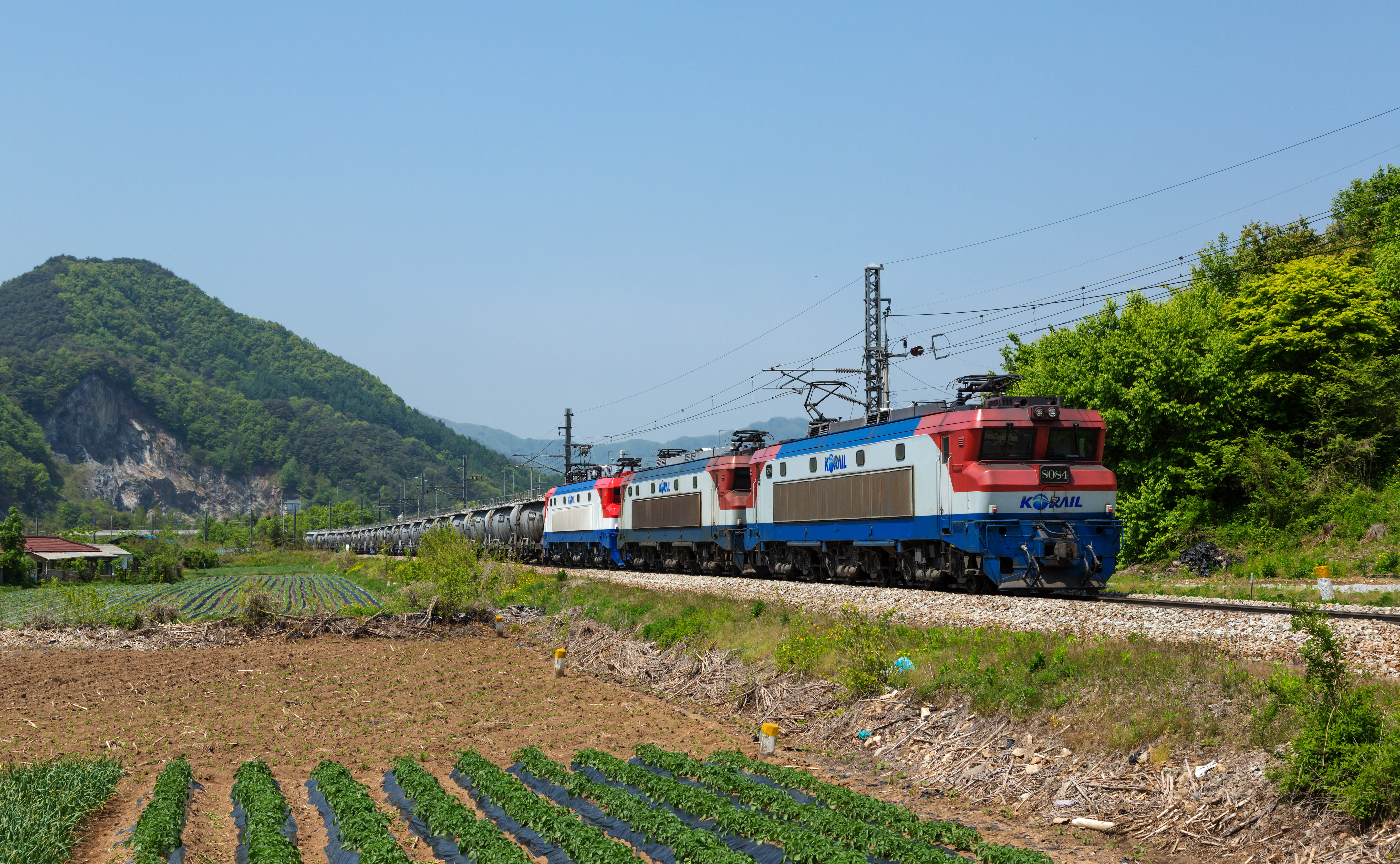
3중련 운행 (폐차)
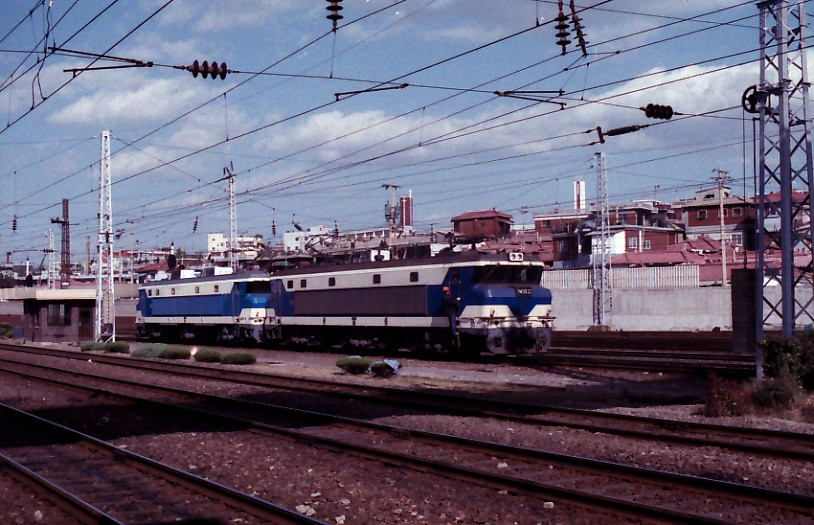
청백도색 중련 운행 (폐차)
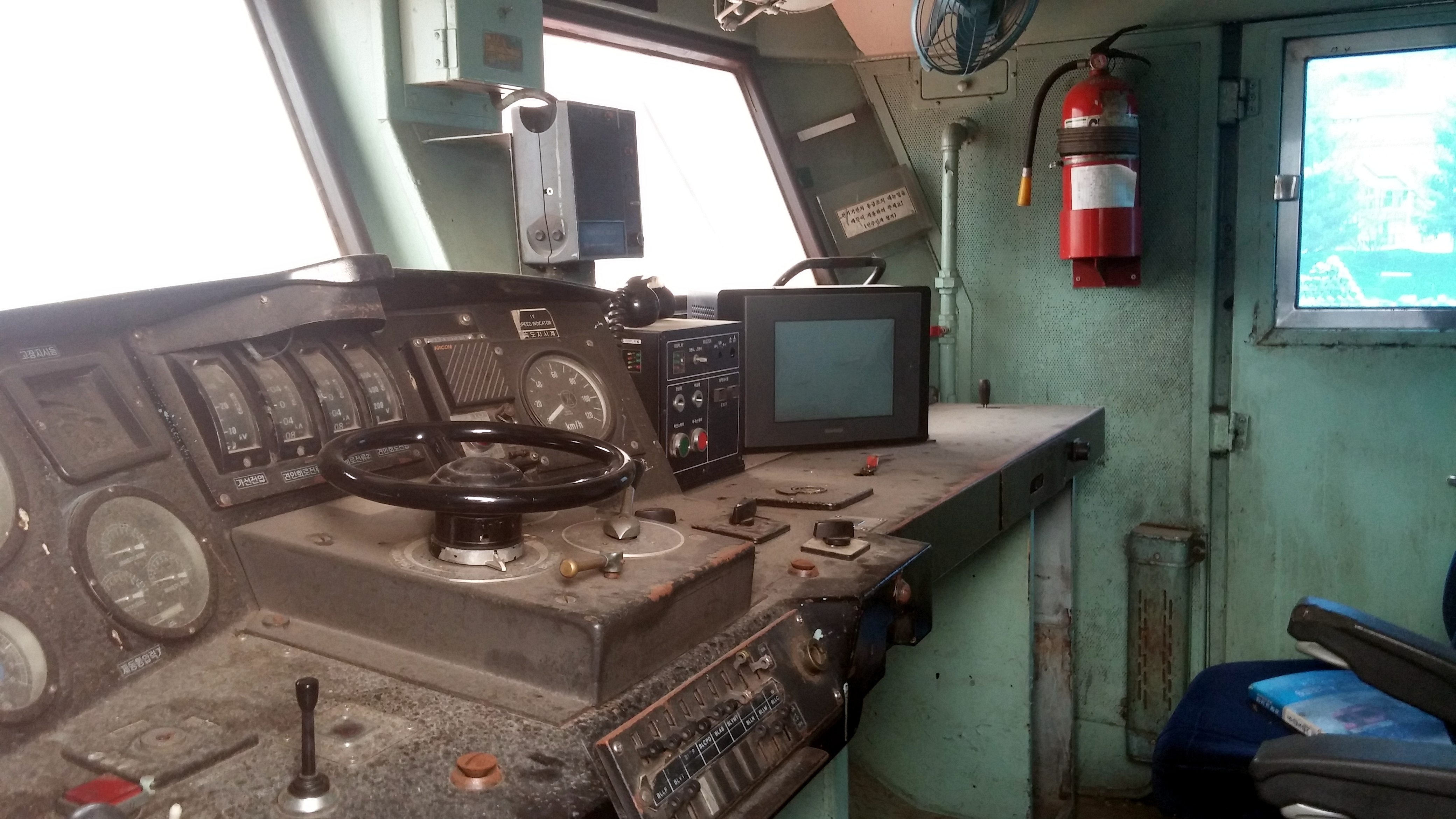
8000호대 운전실